# Toumanian
Pour les articles homonymes, voir Toumanian (homonymie).
Toumanian ou Toumanyan (en arménien Թումանյան ; anciennement Dzagidzor) est une ville du marz de Lorri, en Arménie ; son nom actuel lui vient de l'écrivain Hovhannès Toumanian. En 2008, la ville compte 1 864 habitants.
Le monastère de Sanahin se trouve dans le district de Toumanian ainsi que celui de Kobayr.